# Danh sách tập phim Ressha Sentai ToQger
Dưới đây là danh sách các tập phim Ressha Sentai ToQger, loạt phim thứ 38 trong dòng phim Super Sentai. Mỗi tập phim được gọi là một "Ga" (駅 Eki).
| MỤC LỤC |
| Ga Khởi hành • Ga 2 • Ga 3 • Ga 4 • Ga 5 • Ga 6 • Ga 7 • Ga 8 • Ga 9 • Ga 10 Ga 11 • Ga 12 • Ga 13 • Ga 14 |
| ToQger vs Gaim                                                                                             |

## Ga Khởi Hành: Hãy cùng đi trên đoàn tàu Ressha Tốc Hành
Ga Khởi Hành: Hãy cùng đi trên đoàn tàu Ressha Tốc Hành (始発駅：特急烈車で行こう Shihatsueki: Tokkyu Ressha de Ikou) là tập đầu tiên trong loạt phim. Tập phim này được phát sóng vào ngày 16 tháng 2 năm 2014.
Trong tập phim này, một nhóm trẻ em vô tội bị bắt cóc bởi con tàu màu đen của Shadow, tàu Kuliner. Trong số những người bị bắt cóc là một chàng trai trẻ tên Right đang ngủ với 1 tấm vé kỳ lạ trên tay, khi đó một đoàn tàu trên tuyến đường ray có tên Rainbow Line đuổi theo Kuliner.
Tập phim do Kobayashi Yasuko viết kịch bản và Nakazawa Shoujirou đạo diễn.

## Ga 2: Chúng ta đã đến
Chúng ta đã đến (俺たちはここにいる Ore-tachi wa Koko ni Iru) là tập phim thứ hai trong loạt phim. Tập phim này được phát sóng vào ngày 23 tháng 2, 2014.
Trong tập phim này, ToQGers đến nhà ga hắc ám Kettougahara đang bị điều khiển bởi Sabre Shadow Shadow Line, kẻ bắt buộc mọi người phải chiến đấu đến chết. Right và mọi người phải cố gắng hết sức để bảo vệ một đứa trẻ đang bị khủng bố bởi cũng như tìm cách phá vỡ sự kiểm soát của Shadow Line.
Tập phim do Kobayashi Yasuko viết kịch bản và Nakazawa Shoujirou đạo diễn.

## Ga 3: Liều mạng khi giữ khư khư suy nghĩ
Liều mạng khi giữ khư khư suy nghĩ (思いこんだら命がけ Omoikondara Inochigake) là tập phim thứ ba trong loạt phim. Tập phim này được phát sóng vào ngày 2 tháng 3, 2014.
Trong tập phim này, Kagura bị đoàn tàu Ressha bỏ lại phía sau khi xuống tàu với mong muốn tìm đường trở về quê hương, mặc dù Ticket đã cảnh báo cô trước đó. Kagura vừa phải chiến đấu với Chain Shadow trong khi vừa phải vượt qua nỗi sợ của bản thân và tìm ra lý do để mình chiến đấu với vai trò ToQGer. Một phần quá khứ được tiết lộ
Tập phim do Kobayashi Yasuko viết kịch bản và Watanabe Katsuya đạo diễn.

## Ga 4: Cẩn thận kẻo bỏ quên đồ
Cẩn thận kẻo bỏ quên đồ (忘れ物にご注意を Wasuremono Gochūi o) là tập phim thứ tư trong loạt phim. Tập phim này được phát sóng vào ngày 9 tháng 3, 2014.
Trong tập phim này, Tokatti đã làm mất Rainbow Pass của mình ở đâu đó khi đoàn tàu dừng đỗ, khiến anh phải bám theo mọi người bằng phương tiện khác. Trong khi Right, Hikari, và Kagura chiến đấu với một quái vật Shadow, Mio giúp Tokatti tìm lại chiếc vé bị mất.
Tập phim do Kobayashi Yasuko viết kịch bản và Watanabe Katsuya đạo diễn.

## Ga 5: Phía bên kia đường ray đã biến mất
Phía bên kia đường ray đã biến mất (消えた線路の向こうがわ Kieta Senro no Mukōgawa) là tập phim thứ năm của loạt phim. Tập phim này được phát sóng vào ngày 16 tháng 3, 2014.
Trong tập phim này, đoàn tàu Rainbow Line phải dừng khẩn cấp tại một con sông vì ga phía trước bị Shadow chiếm, không thể kết nối đường ray vượt sông, cần đến sự hỗ trợ của Carrier Ressha để vượt qua, nhưng không thể duy trì những chiếc xe được lâu vì chúng chạy bằng Imagination. Right bị lạc, nhóm Tokatti và những người còn lại bắt gặp Bucket Shadow thu thập năng lượng hắc ám bằng cách bỏ đói mọi người. Right đã hạ cánh xuống một khu cắm trại nơi những trốn khỏi con quái vật cầm cự với số thức ăn còn sót lại. Right phải tìm cách chiến đấu trong cơn đói của mình cũng như rắc rối với những người ở đây
Tập phim do Kobayashi Yasuko viết kịch bản và Takemoto Noboru đạo diễn.

## Ga 6: Ta đang tìm gì vậy?
Ta đang tìm gì vậy? (探し物はなんですか Sagashimono wa Nan Desu ka?) là tập phim thứ sáu trong loạt phim. Tập phim này được phát sóng vào ngày 23 tháng 3, 2014.
Trong tập phim này, Right đã phát hiện được dấu vết của Support Ressha mất tích trong rừng, nên cậu và mọi người lên đường tìm kiếm nó. Tuy nhiên, tướng quân Schwartz đã thám thính ToQger và chuẩn bị chiếm lấy Support Ressha cho Shadow Line.
Tập phim do Kobayashi Yasuko viết kịch bản và Takemoto Noboru đạo diễn.

## Ga 7: Chán nản, không có động lực
Chán nản, không có động lực (やるせなく、やる気なく Yarusenaku, Yarukinaku) là tập phim thứ bảy trong loạt phim. Tập phim này được phát sóng vào ngày 6 tháng 4, 2014.
Trong tập phim này, vì quá say mê một bộ phim ninja mà Tokatti đưa, Kagura đã lỡ làm hỏng món đồ chơi kendama của Hikari, và trở nên khó xử khi đối diện với cậu. Tuy nhiên, đoàn tàu Ressha dừng tại một sân ga hắc ám nơi mà Stamp Shadow làm mất đi động lực của mọi người, và Right, Tokatti, và Mio đã dính phải ma thuật của hắn. Kagura cố gắng làm lành với Hikari thế nào? Bên cạnh đó là rắc rối của nhân viên trên tàu giữa Wagon và Ticket.
Tập phim do Kobayashi Yasuko viết kịch bản và Kato Hiroyuki đạo diễn.

## Ga 8: Vụ nổ lớn trên Rainbow Line
Vụ nổ lớn trên Rainbow Line (レインボーライン大爆破 Reinbōrain Dai Bakuhatsu) là tập phim thứ tám trong loạt phim. Tập phim này được phát sóng vào ngày 13 tháng 4, 2014.
Trong tập phim này, tín hiệu từ con tàu Diesel Ressha mất tích được phát hiện, nhưng vì nó quá yếu ớt, nên có thể nó sẽ không hoạt động lại nữa. Nhóm ToQGer đến để tìm nó, đặc biệt Trưởng tàu trông cậy vào Right vì Imagination của cậu cao hơn hẳn, nhưng khi thắng của đoàn tàu Ressha bị hư do bị đánh bom của Shadow Right phải tự tìm một mình và cố gằng cứu đoàn tàu khỏi Bomb Shadow.
Tập phim do Kobayashi Yasuko viết kịch bản và Kato Hiroyuki đạo diễn.

## Ga 9: Kỉ niệm là chiếc vé một chiều
Kỉ niệm là chiếc vé một chiều (思いは片道切符 Omoi wa Katamichi Kippu) là tập phim thứ chín trong loạt phim. Tập phim này được phát sóng vào ngày 20 tháng 4, 2014.
Trong tập phim này, do đoàn tàu Ressha phải sửa chữa sau trận chiến lần trước, cả nhóm phải chuyển sang đoàn tàu Support Ressha. Ở trạm dừng tiếp theo, Mio và Right tham gia một trò chơi vì Right muốn nhận lấy phần thưởng món bánh bao. Khi bị đám Crows tấn công, Mio được một anh chàng tên Noboru cứu, sau đó cô luôn có cảm giác không ngừng về anh chàng sau khi nhặt lại chiếc ví đánh rơi của anh. Liệu đó có phải tình yêu sét đánh với một cô nàng tomboy, Mio và các bạn sẽ phải đối mặt cái bẫy của Marionette Shadow ở trạm này.
Tập phim do Kobayashi Yasuko viết kịch bản và Watanabe Katsuya đạo diễn.

## Ga 10: Tokatti, chết dưới hoàng hôn
Tokatti, chết dưới hoàng hôn (トカッチ、夕焼けに死す Tokatchi, Yūyake ni Shisu) là tập phim thứ mười trong loạt phim. Tập phim này được phát sóng vào ngày 27 tháng 4, 2014.
Trong tập phim này, sau khi Tokatti gặp một cậu bé tên Hiroki Fujisawa đã mất đi Imagination của mình và dường như không thể thấy đoàn tàu Ressha, Type Shadow đã làm cho các Réssha chạy không ngừng và phán rằng Tokatti sẽ chết khi hoàng hôn buông xuống. Tokatti sẽ làm gì để giúp cậu bé lấy lại Imagination cũng như thoát khỏi cái chết?
Tập phim do Kobayashi Yasuko viết kịch bản và Watanabe Katsuya đạo diễn.

## Ga 11: Hoàng đế bóng tối
Hoàng tế bóng tối (闇の皇帝 Yami no Kōtei) là tập phim thứ mười một trong loạt phim. Tập phim này được phát sóng vào ngày 4 tháng 5, 2014.
Trong tập phim này, khi đoạn tàu dừng lại ở công viên giải trí và các thành viên ToQGer tận hưởng vui chơi. Right gặp một chàng trai kì lạ với quả bong bóng luôn thích thú với mọi thứ và nói mọi thứ đều lấp lánh. Bá tước Nero và phu nhân Nỏi của Shadow Line bỗng nhiên xuất hiện và nói rằng người kỳ lạ kia chính là Hoàng Đế bóng tối của chúng. ToQGer phải đối đầu với những địch thủ cực kỳ mạnh là kẻ nắm quyền của Shadow Line.
Tập phim do Kobayashi Yasuko viết kịch bản và Nakazawa Shoujirou đạo diễn.

## Ga 12: Chiếc vé cầu vồng
Vé tàu cầu vồng (虹の定期券 Niji no Teikiken) là tập phim thứ mười hai trong loạt phim. Tập phim này được phát sóng vào ngày 11 tháng 5, 2014.
Tokatti, Mio, Hikari, và Kagura cũng như toàn thị trấn bị thôi miên không còn có thể nhìn thấy đoàn tàu Ressha và dường như đang mất dần Imagination của mình. Right cố gắng giúp họ, nhưng Lamp Shadow tiết lộ rằng Hoàng Đế Zet muốn thử nghiệm để coi Right có thể "lấp lánh" tới khi nào. Right phải tìm cách giúp họ trở lại bình thường, cũng như tìm lại ký ức tuổi thơ về tấm vé tới căn cứ bí mật của tuổi thơ.
Tập phim do Kobayashi Yasuko viết kịch bản và Nakazawa Shoujirou đạo diễn.

## Ga 13: Chạy đi đoàn tàu cứu hỏa
Bình cứu hỏa di động (走れ消火器 Hashire Shōkaki) là tập phim thứ mười ba trong loạt phim. Tập phim này được phát sóng vào ngày 18 tháng 5, 2014.
Một loạt công kích của các Kuliner Robo khiến cho đoàn tàu Ressha chính phải được đem đi bảo dưỡng do lạm dụng Chou ToQ-Oh, làm cho các ToQger chỉ có thể sử dụng đoàn tàu Support Ressha và Diesel-Oh. Conductor thông báo phát hiện tín hiệu của Support Réssha mới. Trong khi Right và Mio đang trên đường tìm kiếm, Loupe Shadow xuất hiện, và khiến cho Mio trở nên tức giận khó chịu với thái độ làm việc mất tập trung của Right. Right đã nhắc cho cô về lời hứa năm xưa của hai người khi cả nhóm chia ra đi tìm Ressha và Shadow.
Tập phim do Yamatoya Akatsuki viết kịch bản và Kato Hiroyuki đạo diễn.

## Ga 14: Thanh tra phiền toái, Thám tử đại tài
Hình sự lạc lối, Thám tử lừng danh (迷刑事、名探偵 Meikeiji, Meitantei) là tập phim thứ mười bốn trong loạt phim. Tập phim này được phát sóng vào ngày 25 tháng 5, 2014.
Trong khi dừng chân ở nhà ga kế tiếp, Hikari ở lại trên tàu vì đang đam mê với cuốn tiểu thuyết trinh thám. Right, Tokatti, Mio, và Kagura bỗng dưng bị bắt giữ khi xuống tàu vì một tội ác mà họ chưa từng phạm phải, vì người cảnh sát bắt họ không hề có năng lực. Các đồ vật trong thành phố bị mất cắp liên tục. Hikari phải cố gắng tìm hiểu sự thật và giải thoát bạn bè.
Tập phim do Yamatoya Akatsuki viết kịch bản và Kato Hiroyuki đạo diễn.